# Таганрозький авіаційний науково-технічний комплекс ім. Г. М. Берієва

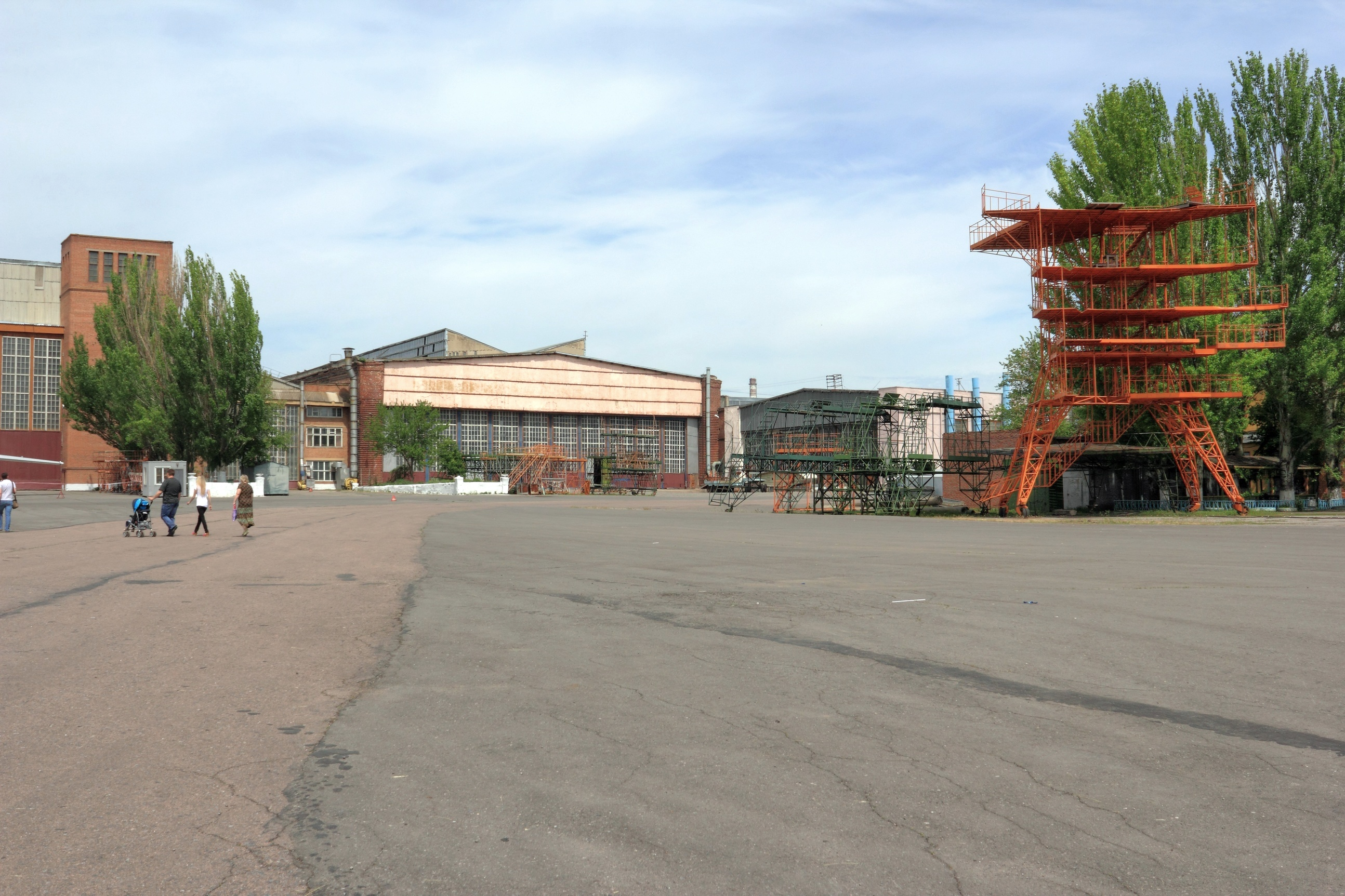
Таганрог. Таганрозький авіаційний науково-технічний комплекс імені Р. М. Берієва. (День відкритих дверей)

ВАТ «Таганрозький авіаційний науково-технічний комплекс імені Г. М. Берієва» (ТАНТК ім. Г. М. Берієва) — авіабудівне підприємство, розташоване в Таганрозі.
Підприємство засновано 1 жовтня 1934, коли Наказом № 244/260 по ГУАП було вирішено створити в Таганрозі. Центральне конструкторське бюро морського літакобудування (ЦКБ МС) при авіаційному заводі № 31. Головним конструктором був призначений інженер Г. М. Берієв.
Головною випробувальною базою підприємства є аеродром Таганрог-Південний.